# Charles Walewski
 (juin 2017).
Si vous disposez d'ouvrages ou d'articles de référence ou si vous connaissez des sites web de qualité traitant du thème abordé ici, merci de compléter l'article en donnant les références utiles à sa vérifiabilité et en les liant à la section « Notes et références ».
Charles Colonna-Walewski, né le 4 juin 1848 à Florence et mort le 2 octobre 1916 à Villers-Cotterêts, est un officier et dirigeant d'entreprise franco-polonais. Fils du comte Alexandre Walewski, il est également le petit-fils de l'empereur Napoléon Ier.

## Biographie
Charles-Zanobi-Rodolphe, deuxième comte Colonna-Walewski, est le fils d'Alexandre Colonna Walewski (lui-même fils naturel de Napoléon Ier et de Marie Walewska) et de Marianne di Ricci.
Pendant la guerre de 1870, il prend du service dans l'armée active et sert l'empereur Napoléon III. Il termine sa carrière avec le grade de lieutenant-colonel.
Il se marie à Orléans le 11 juin 1885 avec Félicie Douay (Paris, 29 novembre 1860 – Versailles, 10 août 1952), fille du général Félix Douay. Le couple n'a pas d'enfants.
Il entre en 1905 au Crédit lyonnais, où il est nommé successivement sous-directeur puis directeur du personnel du siège central parisien.
Au début de la Première Guerre mondiale, âgé de 66 ans, il demande à partir pour le front. Il est rapidement désigné pour le commandement d'un régiment d'infanterie territoriale dans la zone de guerre. C'est là qu'il contracte une affection respiratoire à laquelle il succombe en octobre 1916.